# Jezioro Słosineckie Wielkie
Jezioro Słosineckie Wielkie – przepływowe jezioro lobeliowe na Równinie Charzykowskiej, w obrębie gminy Miastko.
Ogólna powierzchnia akwenu jeziora wynosi 41,5 ha. Oprócz północnego brzegu linia brzegowa charakteryzuje się gęstym zalesieniem.